# Prionostemma coriaceum
Prionostemma coriaceum is een hooiwagen uit de familie Sclerosomatidae.